# Missus dominicus

Missus dominicus (plural missi dominici) a fost denumirea dată funcționarilor însărcinați de regii și împărații franci cu supravegherea administrării unor teritorii stăpânite de ei. Carol cel Mare și Pepin cel Scurt au fost primii care și-au trimis reprezentanți oficiali pentru a supraveghea executarea ordinelor lor în teritorii stăpânite de ei. În Imperiul Carolingian și în Sfântul Imperiu Roman missus dominicus era, în general, un funcționar pe care împăratul îl desemna ca reprezentant al său într-un anumit teritoriu al imperiului.
Acești funcționari erau numiți de cele mai multe ori în perechi, un ecleziast (episcop sau stareț) și un laic (conte sau duce), de obicei membri ai curții imperiale. Missi dominici erau trimiși în teritorii ale imperiului care erau prea îndepărtate pentru ca împăratul să le viziteze personal. Ei îndeplineau funcția de intermediari între administrația curții și administrația locală. Funcția a fost eficientă ca instrument al monarhiei centralizate datorită caracterului de reprezentare personală, a schimbării anuale, a neimplicării în interesele locale și a liberei alegeri făcute de împărat.
Treptat, missi dominici au ajuns să aibă semnificația unor trimiși speciali. Teritoriile plasate sub supravegherea acestor funcționari, pe care trebuiau să le viziteze de patru ori pe an timp de o lună, se numeau missatici sau legationes (termen care ilustrează analogia cu legatul papal). Missi dominici nu erau oficiali permanenți și erau în general aleși din rândurile funcționarilor de la curte. În timpul domniei lui Carol cel Mare, personaje de rang înalt au primit această funcție. Fiind de obicei trimiși în pereche, un ecleziastic și un laic, ei erau în general străini complet de teritoriul pe care îl supravegheau pentru a evita ca ei să-și formeze propriile legături locale și să acționeze din proprie inițiativă. Anumiți missi dominici îl reprezentau pe împărat în ocazii speciale și uneori dincolo de limitele teritoriilor stăpânite de ei. Chiar sub domnia puternicului Carol cel Mare era dificil să se găsească oameni care să îndeplinească aceste îndatoriri în mod imparțial, iar după moartea lui în anul 814 acest lucru a devenit aproape imposibil.
Analele Lorsch (703–803) înregistrează pentru anul 802 că, în loc să se bazeze pe „vasali mai săraci”, Carol cel Mare „a ales din regat arhiepiscopi, episcopi și stareți, duci și conți, care nu aveau nevoie să primească daruri de la cei nevinovați și au fost trimiși în toată împărăția ca să facă dreptate bisericilor, văduvelor, orfanilor, săracilor și tuturor oameni”.
Un document emis în anul 802, cunoscut sub numele de Capitulare missorum generale, oferă detalii despre îndatoririle și responsabilitățile acestor funcționari:
- să aplice hotărârile justiției;
- să asigure respectarea drepturilor regale;
- să supravegheze desfășurarea activității clerului;
- să explice oficialilor din respectivul teritoriu îndatoririle pe care le aveau și să le amintească oamenilor obligațiilor lor laice și religioase;
- să primească jurământul de credință;
- să facă cunoscută voința regelui.[4][7][8]

Locuitorii teritoriului pe care îl supravegheau aveau obligația de a le asigura subzistența acestor funcționari.
Din 802 teritoriile pentru care erau numiți missi dominici s-au limitat la trei: Neustria, Austrasia și Burgundia, în timp ce în alte teritorii acest rol a fost jucat de episcopi (precum în Salzburg care nu întâmplător a fost o arhiepiscopie fondată de Carol cel Mare).